# 川満陽香理
川満 陽香理（かわみつ ひかり、1987年5月3日 - ）は日本の女子プロゴルファー。沖縄県宮古島市出身、立命館大学卒業。所属はGOLF5。松山英樹を指導する、目澤秀憲に師事。

## 経歴
父親の勧めで11歳からゴルフを始める。昭和薬科大学付属高等学校に進学し、立命館大学に進み経済学を専攻。
2007年、日本女子学生ゴルフ選手権競技で優勝。翌年、JGAアカデミック・ゴルフ・アウォード大学生の部最優秀賞を受賞。
2011年7月、ステップアップツアー「ANA PRINCESS CUP」で斉藤裕子らを抑えプロ初優勝を飾った。8月、最終プロテストに通算1アンダー、6位タイで合格。同期に堀奈津佳、福田真未、青木瀬令奈らがいる。日本プロゴルフ協会入会。
2012年、「ヤマハレディースオープン葛城」の21位タイが最高位。賞金ランク110位。
2013年、「KKT杯バンテリンレディスオープン」の41位タイが最高位。賞金ランク135位。
2014年、「ほけんの窓口レディース」の15位タイが最高位。賞金ランク87位。
2015年3月に開催された「ダイキンオーキッドレディスゴルフトーナメント」では優勝したテレサ・ルー、穴井詩と最終日同組でラウンドし4位。1,757万円余を獲得したが賞金ランク52位でシード権獲得はならず。来季ファイナルQTで16位。
2016年、5月に開催された「中京テレビ・ブリヂストンレディスオープン」4位が最高位。賞金ランク56位。
2017年、「リゾートトラストレディス」の16位タイが最高位。賞金ランク86位。
2019年、「ニトリレディスゴルフトーナメント」の25位タイが唯一の決勝進出。賞金ランク139位。
2021年4月、ステップアップツアー「九州みらい建設グループレディース窓乃梅カップ」で10年ぶりのツアー優勝。6月、全米女子オープンに初出場するも2日間通算12オーバーで予選落ち。

## 戦績

### ステップアップツアー優勝 (2)
- ANA PRINCESS CUP (2011年)
- 九州みらい建設グループレディース窓乃梅カップ (2021年)

## テレビ出演
- 女子ゴルフペアマッチ選手権 (BS朝日) - 高島早百合とともにシーズン1出場